# فرانس ۲
فرانس ۲ (به انگلیسی: France II) یک کشتی بود که طول آن ۴۸۰٫۵ فوت (۱۴۶٫۵ متر) بود. این کشتی در سال ۱۹۱۲ ساخته شد.